# コンフォール松原

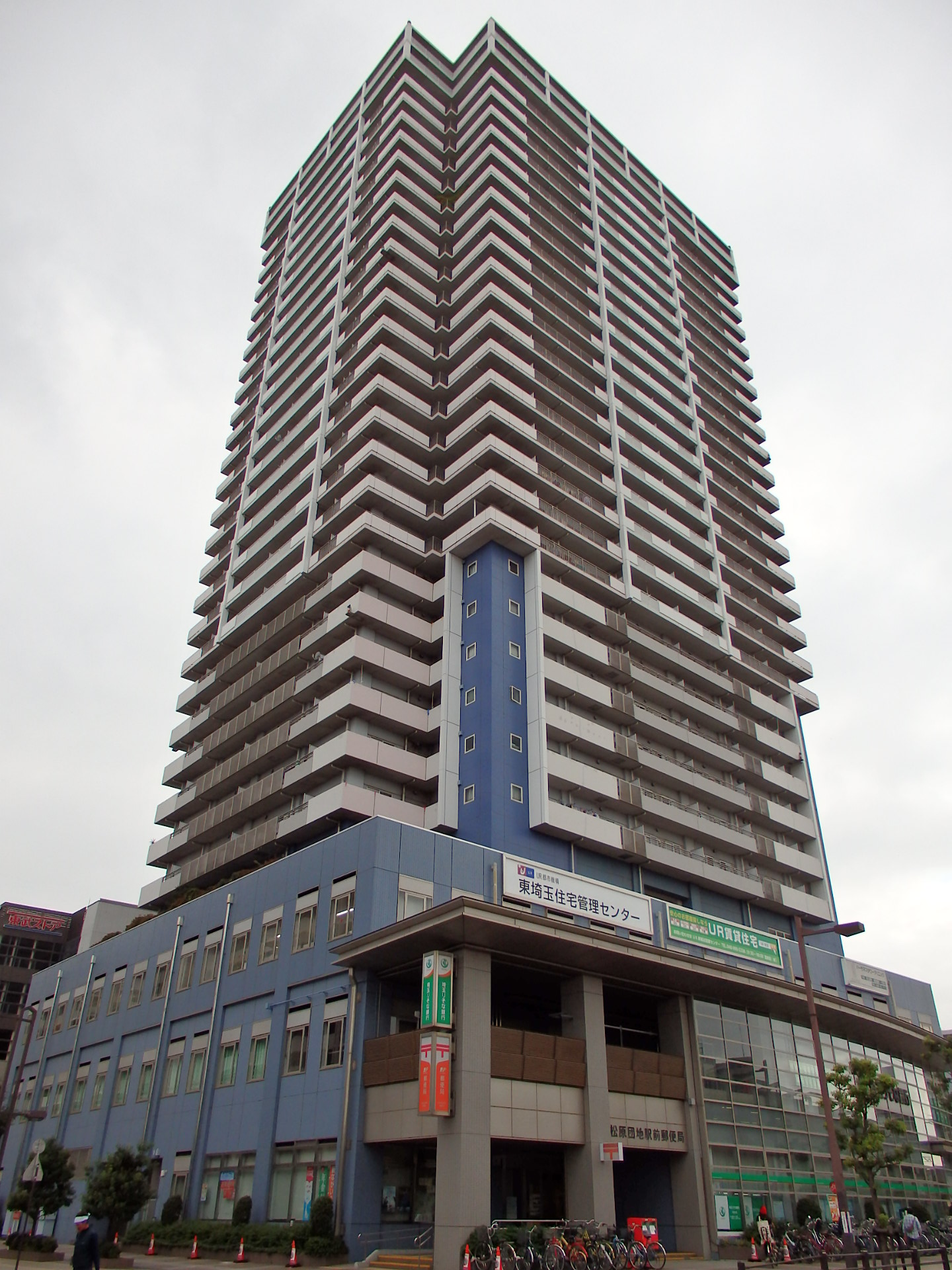
ハーモネスタワー松原

コンフォール松原（コンフォールまつばら）は、埼玉県草加市にある都市再生機構の集合住宅で、草加松原団地の建て替え事業によって整備されたエリアの総称である。便宜上コンフォール松原以外の団地跡地の開発についても記述する。

## 概要

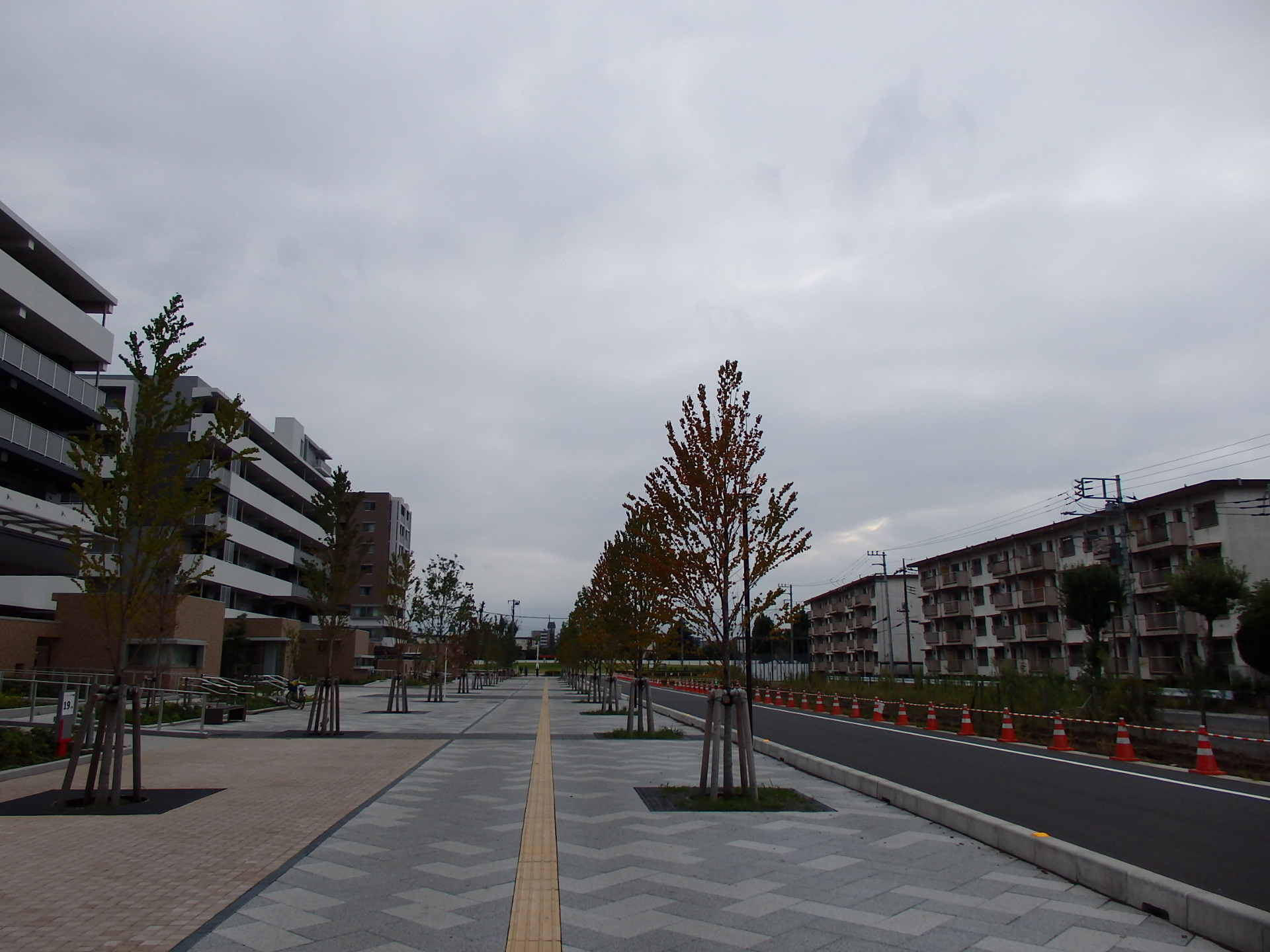
緑のプロムナード。右が解体を待つ団地、左が竣工直後のコンフォール松原

1961年（昭和36年）から1964年（昭和39年）に草加松原団地が整備され、東洋一のマンモス団地と呼ばれていたが、約半世紀が経ち老朽化が目立っていた。そこで都市再生機構によって建て替え事業が決定し、2003年（平成15年）度から順次高層化のうえ建て替え事業を行っている。駅前には地上30階建の超高層マンションが建ち、15階建のマンション型の住居が多く建ち並んだことから、往時の面影は消えつつある。団地の高層化集約によってスペースが余るため、民間事業者による大規模マンション（シティテラス草加松原など）開発が行われているほか、2014年には地区中央に松原団地記念公園が完成した。

## 沿革
- 1999年 - 駅前に30階建ハーモネスタワー松原が完成（A街区）。
- 2003年 - 建て替え事業が本格化。
- 2008年 - A街区北側の第1期先工区の建て替えが完了（A街区）。
- 2012年 - A街区南側の第1期後工区の建て替えが完了（A街区）。
- 2015年
  - 4月4日 - 松原団地記念公園が開園（C街区）。
  - 10月 - 民間事業「シティテラス草加松原」が完成（B街区）[2]。

## 施設等
A街区（獨協大学前駅側）からD街区（草加バイパス側）の4街区に分かれて建て替え事業が行われている。
A街区
- ハーモネスタワー松原（UR賃貸住宅、1999年8月竣工、地上30階、363戸、施工：戸田・竹中・新井建設工事共同企業体）
タワーマンション、商業施設等からなる複合施設。
  - 草加市立中央図書館
- 埼友草加病院
- コンフォール松原第1期先工区 - A街区北側、2008年8月竣工、地上9～14階、967戸
- コンフォール松原第1期後工区 - A街区南側、2012年3月竣工、地上8～14階、554戸、鴻池組、ナカノフドー建設施工
- ソライエ草加松原（2013年11月竣工、地上12階、255戸、施主：東武鉄道、施工：長谷工コーポレーション）
- 草加市立栄小学校
- 特別養護老人ホームアートフェリス（2014年6月開設、事業者：社会福祉法人草加福祉会）

B街区
- 緑のプロムナード - 2014年度一部完成。
- シティテラス草加松原シーズンズ（2015年10月竣工、地上11階、259戸、施主：住友不動産、施工：三井住友建設）
- シティテラス草加松原ガーデンズ（2016年4月竣工、地上11階、279戸、施主：住友不動産、施工：住友建設施工）

C街区
- 草加松原記念公園
- 草加市立栄中学校
- TOBU icourt（トーブ イコート） - 2023年3月開業の商業施設、運営：東武鉄道
- ソライエシティ ザ・パーク（2020年12月竣工、地上10階、274戸、施主：東武鉄道・住友不動産、施工：長谷工コーポレーション）
- ソライエシティ ザ・ガーデン（2020年12月竣工、地上10階、200戸、施主：東武鉄道・住友不動産、施工：長谷工コーポレーション）

D街区
- 草加市立松原小学校
- WELL BIND CITY 獨協大学前（戸建住宅地、開発事業者：東武鉄道・ミサワホーム・トヨタホーム・パナソニックホームズ）[4][5]
- 商業施設地区
  - 角上魚類草加店・マツモトキヨシ草加松原店
  - コーナン草加松原店・上新電機草加松原店